# 湯·鍾士
托馬斯·瓊斯·伍德沃德爵士，OBE（1940年6月7日—），藝名湯姆·瓊斯（Tom Jones），2006年封爵後也被坊間尊稱為湯·鍾士爵士（Sir Tom Jones），英國威爾斯歌手，自1965年出道以來售出超過一億張唱片。他的代表作眾多，包括36首曾經在英國打入40強排行榜的歌曲，例如：《這並非不尋常》、《風流紳士》、《她是一個淑女》、《性愛炸彈》等，首首都是經典名曲。

## 早年生活
他在英國南威爾斯小鎮翠佛瑞出生，父親老托馬斯·伍德沃德是名煤炭礦工，母親娘家姓氏為瓊斯。他的祖父母和外祖母都是英格蘭人，外祖父為威爾士人。他年幼時已經喜愛唱歌，在家庭聚會和婚宴上都會高歌，課餘亦會參加學校的合唱團。他討厭上學，但是在唱歌中找到自信。12歲那年曾經染上肺結核，需要臥床兩年方能痊癒，期間他可以做的只有聽歌和畫畫。
1957年，與中學同學梅林達·特倫查德（Melinda Trenchard）奉子成婚，二人當時只得16歲。為了生計，曾經在手套工廠打工，亦試過從事建築。

## 感情生活
他有過多次越軌的記錄，在事業全盛時期，身邊的女伴無數，甚至有說他一年有多達250次多人性交，傳過緋聞的女子包括：至上女聲組合成員瑪麗·威爾遜（Mary Wilson）、前世界小姐馬喬裡·華萊士、女星卡桑德拉·彼得森。他的元配雖然曾經為此沮喪，甚至向湯·鍾斯施襲，但始終對他不離不棄。
1987年10月，在美國巡迴表演期間曾經跟模特兒凱瑟琳·博克利（Katherine Berkery）有過一段霧水情緣。凱瑟琳為他誕下麟兒，但經過法庭裁決和親子鑑定後，他依然不認兒子。